# Ashikaga Takauji
Ashikaga Takauji (足利 尊氏 (Túc Lợi Tôn Thị)  1305 – 7 tháng 6, 1358) là người sáng lập và là shogun đầu tiên của Mạc phủ Ashikaga. Triều đại của ông bắt đầu năm 1338, mở đầu thời đại Muromachi ở Nhật Bản, và kết thúc khi ông qua đời năm 1358. Ông là hậu duệ của gia đình samurai Minamoto qua chi Seiwa Genji, hậu duệ của Thiên hoàng Seiwa, đã định cư ở vùng Ashikaga ở tỉnh Shimotsuke, ngày nay là tỉnh Tochigi.

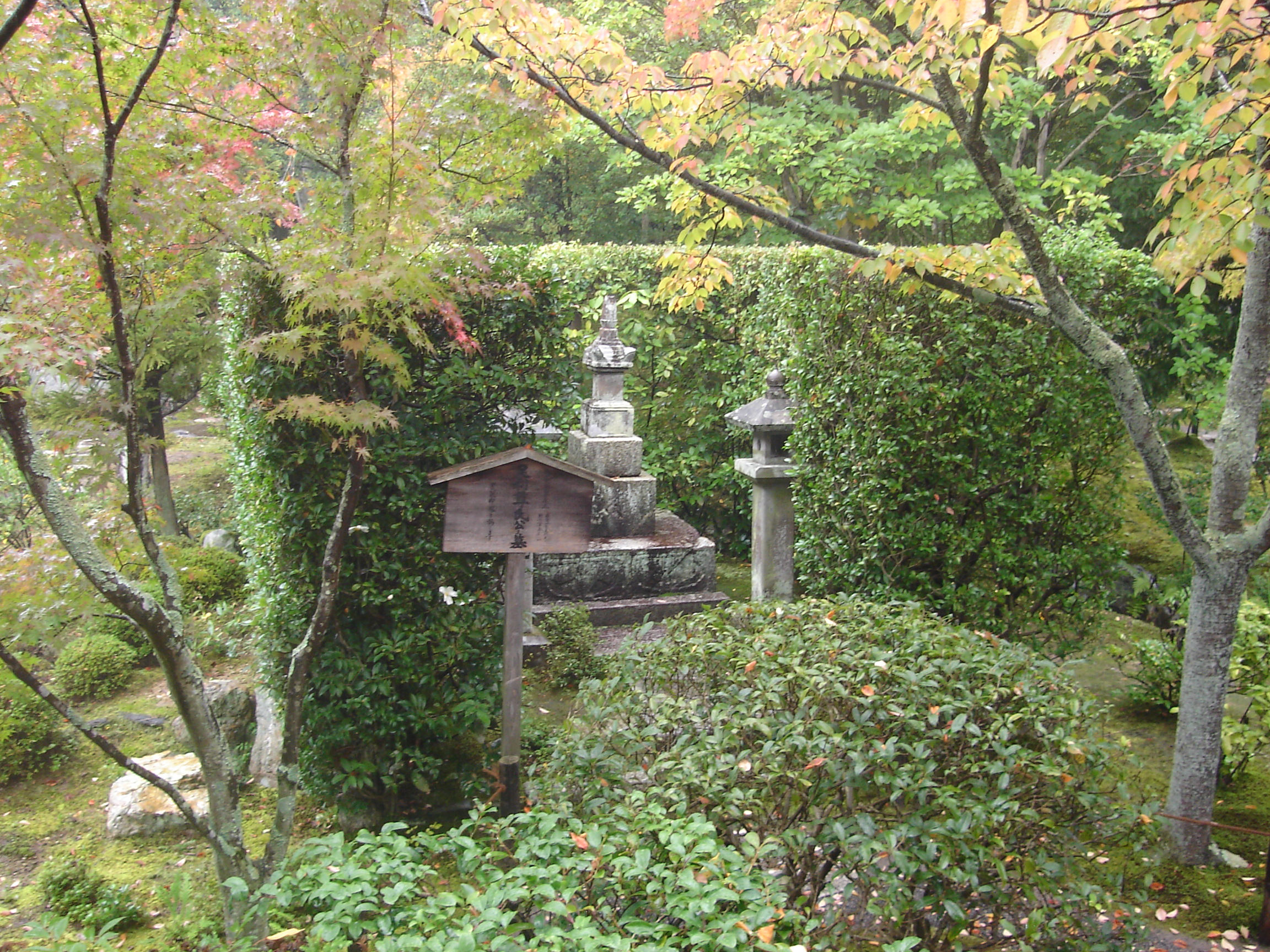
Mộ của Ashikaga Takauji.

Takauji là một tướng quân của Mạc phủ Kamakura, được điều đến Kyoto năm 1333 để dẹp cuộc nội loạn Genko nổ ra năm 1331. Sau khi ngày càng trở nên thất vọng về Mạc phủ, Takauji ủng hộ Thiên Hoàng Go-Daigo và Kusunoki Masashige và chiếm Kyoto. Ngay sau đó, Nitta Yoshisada tấn công Kamakura và cuối cùng tiêu diệt Mạc phủ và Thiên Hoàng Go-Daigo trở thành người chủ thực sự của nước Nhật, tái thiết lập triều đình ở Kyoto và bắt đầu cuộc Tân chính Kenmu.
Tuy vậy, không lâu sau đó, các gia tộc samurai ngày càng trở nên thất vọng với triều đình tái lập cố trở lại hệ thống chính trị xã hội như thời kỳ Heian. Nhận thấy được sự bất mãn này, Takauji cầu xin Thiên Hoàng làm gì đó trước khi nó bùng phát thành một cuộc nổi loạn nhưng những cảnh báo của ông không được để ý tới.
Hōjō Tokiyuki, con trai của Nhiếp chính Hōjō Takatoki, chớp lấy cơ hội này tiến hành cuộc nổi loạn Nakasendai (Nakasendai no Ran) để cố phục hồi lại Mạc phủ ở Kamakura năm 1335. Takauji dẹp tan cuộc nổi loạn và tự mình chiếm lấy Kamakura. Chớp lấy cái cớ của các samurai đồng bạn, ông tự xưng là Seii Taishogun và phong đất cho những người đi theo mình mà không cần sự cho phép của triều đình. Takauji tuyên bố lòng trung thành của mình với triều đình, nhưng Go-Daigo lệnh cho Nitta Yoshisada đến giành lại Kamakura.
Chạm trán trong Trận Hakone Take no Shita, Takauji đánh bại Yoshisada và sau đó hành quân thẳng đến Kyoto. Ông đánh chiếm được Kyoto nhưng bị đánh bật ra và đến Kyūshū bởi quân đội mới được tập hợp lại của Yoshisada với Masashige. Takauji liên minh với các gia tộc địa phương ở Kyūshū và lại hành quân đến Kyoto. Trong trận sông Minato quyết định năm 1336, Takauji đánh bại Yoshisada và giết chết Masashige, giúp ông dễ dàng đánh chiếm Kyoto. Thiên Hoàng Kōmyō được đưa lên ngôi, bắt đầu thời kỳ Nam Bắc triều (Nanboku-chō) kéo dài 60 năm sau đó.
Thiên Hoàng Go-Daigo cũng phong cho ông chức Chinjufu-shogun, và tước hiệu Tòng Tứ phẩm.
Các sự kiện quan trọng trong thời Takauji làm Shogun:
- 1338—Takauji tự xưng làm shogun.[2]
- 1349 -- Go-Murakami chạy trốn đến A'no; Ashikaga Tadayoshi và Kō no Moronao tranh chấp; Ashikaga Mochiuji làm Kamakura Kanryō.[2]
- 1350 – Tadayoshi bị ép phải xuất gia;[2] Con trai nuôi của Tadayoshi, Ashikaga Tadafuyu bị vu cho là nổi loạn.[3]
- 1351-58 – Giao chiến ở Kyoto.
- 1351—Tadayoshi gia nhập Nam Triều, quân đội phương Nam chiếm Kyoto; trong thời gian đình chiến, Takauji trở lại Kyoto; Tadayoshi và Takauji làm hòa; Kō no Moronao và Kō no Moroyasu bị lưu đày.[2]
- 1352—Tadayoshi chết, quân đội phía Nam tái chiếm Kyoto; Nitta Yoshimune chiếm Kamakura; quân nhà Ashikaga tái chiếm Kamakura và Kyoto; Tadafuyu gia nhập Nam triều; Yamana Tokiuji về dưới trướng Tadafuyu.[2]
- 1353—Kyoto bị quân đội phương Nam dưới sự chỉ huy của Yamana Tokiuji tái chiếm.[2]
- 1354—Takauji chạy thoát cùng Go-Kōgon; Kitabatake Chikafusa chết.[2]
- 1355—Kyoto bị quân đội phương Nam chiếm rồi lại bị quân Ashikaga tái chiếm.[2]
- 1358—Takauji chết.[4]

Con trai của Takauji, Ashikaga Yoshiakira, lên ngội Shogun sau khi ông chết. Cháu trai Ashikaga Yoshimitsu của ông thống nhất Nam Bắc triều năm 1392.
Câu chuyện về Ashikaga Takauji, Thiên Hoàng Go-Daigo, Nitta Yoshisada, và Kusunoki Masashige từ cuộc nổi loạn Genko cho đến khi thành lập Nam Bắc triều được kể chi tiết trong 40 chương của thiên sử thi Taiheiki về thời kỳ Muromachi.

## Các thời kỳ của Mạc phủ Takauji'
Những năm Takauji làm Shogun được gọi bằng nhiều cái tên.
Nanboku-chō Nam triều
- Các thời kỳ được tính là Triều đình chính thống (theo quyết định dưới triều Minh Trị):
  - Engen (1336-1340)
  - Kōkoku (1340-1346)
  - Shōhei (1346-1370)

Nanboku-chō Bắc triều
- Các thời kỳ được tính là Ngụy triều (theo quyết định dưới triều Minh Trị):
  - Ryakuō (1338-1342)
  - Kōei (1342-1345)
  - Jōwa (1345-1350)
  - Kan'ō (1350-1352)
  - Bunna (1352-1356)
  - Enbun (1356-1361)